# I Feel the Earth Move
I Feel the Earth Move – piosenka i singel amerykańskiej piosenkarki Carole King, z albumu Tapestry. Został wydany na małej płycie z podwójną stroną A, gdzie drugim utworem był „It’s Too Late”.

## Popularność
Obie singlowe piosenki były jednymi z najpopularniejszych w 1971 roku. Jon Landau z czasopisma Rolling Stone w recenzji całego albumu, pochwalił piosenkarkę za śpiew oraz sposób, w jaki „melodia rozwija się w stronę refrenu”. Z racji przebojowości piosenki, Ode Records wysłało do stacji radiowych ten utwór jako promujący cały album. Jednakże wkrótce prezenterzy woleli odtwarzać drugi utwór z singla, balladę „It’s Too Late”, i wkrótce to ona zaczęła przeważać pod względem popularności. Świadczy o tym fakt, iż na liście Cash Box, piosenka zajęła pierwsze miejsce na cztery tygodnie, podczas gdy „I Feel the Earth Move” w ogóle nie znalazła się w zestawieniu. Według Billboardu, singel zawierał podwójną stronę A i to sprawiło, że uważa się, iż obydwa utwory zdobyły pierwsze miejsce na liście Billboard Hot 100.

## Wersja Martiki
Był to trzeci singel z debiutanckiej płyty Martiki pod tytułem Martika. Został wydany latem 1989 roku. Teledysk przedstawiał wykonanie piosenki z koncertu. W Stanach Zjednoczonych, piosenkę wycofano z playlist radiowych po trzęsieniu ziemi w San Francisco, z racji przypadkowej zbieżności tytułu piosenki z tym wydarzeniem.

### Lista utworów
- str. A – „I Feel the Earth Move”
- str. B – „Quiero Entregarte Mi Amor” (hiszpańska wersja „More Than You Know”)

## Pozycje na listach przebojów

### Wersja Carole King
| Lista (1971)      | Najwyższa pozycja |
| ----------------- | ----------------- |
| UK Singles Chart  | 6                 |
| Billboard Hot 100 | 1                 |

### Wersja Martiki
| Lista (1989/1990)                  | Najwyższa pozycja |
| ---------------------------------- | ----------------- |
| Australian Singles Chart           | 2                 |
| Lista Przebojów Programu Trzeciego | 2                 |
| UK Singles Chart                   | 7                 |
| Billboard Hot 100                  | 25                |